# 香港最低工資
香港最低工資泛指香港的最低工資政策及其立法過程。最低工資是保障工人能以勞力換取足以生存的薪金，以保護勞工權益和維持合理生活水平的一項政策，香港經常有傳媒不時揭發無良僱主剝削清潔工人、建造業工人以及保安員等低收入勞工的工資，社會過去激烈討論是否設立最低工資及工資水平定於多少。2011年5月1日，《最低工資條例》正式實施，首個法定最低工資金額定於時薪28元，隨後多次提高金額，自2025年5月1日起，法定最低工資金額定於每小時42.1港元。
2024年4月30日，行政長官會同行政會議決定最低工資將改為一年一檢，並改用可加不減方程式釐定最低工資。採用該機制的最低工資將於2026年5月1日生效。

## 歷史
最低工資的規定已在其他華人地區實行多年，台灣早於1968年便發佈《基本工資暫行辦法》；中國大陸也於2003年底通過《最低工資規定》。最低工資在香港經多年的討論及研究才立法實行。

### 大事表
- 1998年5月1日：自該年開始，每年5·1勞動節遊行都要求立法訂定最低工資。
- 1998年10月：職工盟進行快餐鋪員工薪金調查，發現麥當勞時薪全港最低。
- 1999年4月：工黨李卓人在香港立法會內動議辯論促請政府就最低工資立法。
- 2000年1月：職工盟要求麥當勞訂立最低工資，被對方拒絕。
- 2000年3月：物業管理及保安職工總會（職工盟屬會）發起大遊行，要求房委會外判保安員及清潔工人實行三更制及最低工資。及後每年春季發起爭取標準工時及最低工資遊行。
- 2000年5月：李卓人於立法會上動議政府立法最低工資，並設立低收入委員會，以解決在職貧窮的問題。然而，當時只有9位立法會議員贊成立法，反對者達28位，更包括不少自稱關注基層民生的議員。[5]
- 2004年10月13日、2005年11月9日：工聯會陳婉嫻於立法會提出「最低工資、最高工時」議案，促請政府立法訂定最低工資，以保障工人的最基本生活水平，而個別低薪行業或崗位應獲優先處理。[6][7] 2006年11月1日，則由工聯會王國興提出同樣的議案。[8]
- 2006年3月28日：勞工處勞工顧問委員會僱主代表提出方案，表示如果不立法，商會會簽訂約章以建立類似最低工資機制，並將違約僱主列入黑名單予以譴責。
- 2008年10月15日：政府在輿論（包括政黨的強烈要求）及公眾壓力下宣佈終止推行兩年的「工資保障運動」；並成立臨時最低工資委員會，對相關的機制及立法向政府提出意見。[9]
- 2009年7月10日：《最低工資條例草案》在香港立法會進行首讀[10]，該條例草案的二讀於2010年7月15日獲通過，三讀則在同年7月17日凌晨以45票贊成，1票反對及無人棄權的情況下通過。[11][12]多個勞工團體如職工盟及工聯會要求最低工資水平應訂為時薪33港元[13]，商界則指若工資水平訂得太高，中小型企業未能負擔而導致結業，立法會各政黨對最低時薪訂價建議不一，由時薪22港元至35港元不等。[14]自由黨功能組別立法會議員張宇人提出「時薪二十元」，引起很大爭議，他甚至於出席一個論壇時，被市民以20元紙幣丟擲。[15]
- 2010年4月26日：工聯會潘佩璆和葉偉明聯同勞聯李鳳英及六位勞工顧問委員會僱員代表，舉行「勞工界最低工資立法諮詢大會」，邀請全港職工會代表參與。工會代表一致認為最低工資時薪應訂於33至35元，大會亦在場內進行包括釐定最低工資水平的準則、用膳時間無薪應否寫入法例、最低工資委員會的組成等問卷調查。[16]
- 2010年5月3日：工聯會葉偉明、工聯會權益委員會及飲食業職工總會公佈《對法定最低工資實施後飲食業的預期影響研究分析報告》結果，反映最低工資若訂於33元，整體營運成本只會增加約1%，反駁商界指最低工資令飲食業出現倒閉潮的言論。[17]
- 2010年7月：立法會審議《最低工資條例》草案，職工盟李卓人與工聯會王國興提出一年檢討一次的修訂動議，獲勞聯李鳳英、公民黨湯家驊、街工梁耀忠等支持，但被功能組別否決。而當時的民主派議員除李國麟外，均在投票表決兩年一檢的修訂時，離場抗議。[18]
- 2010年7月14日至7月17日：《最低工資條例草案》在香港立法會進行二讀及三讀辯論，工聯會葉偉明就此作出修訂，包括：最低工資委員會的勞方委員，要由勞工顧問委員會內，由職工會一會一票選出來的代表擔任；最低工資委員會內，主席及勞、商、學術的委員皆有表決權。經多番討論，《最低工資條例草案》終在7月17日經香港立法會三讀通過，成為正式法例。[19]
- 2010年10月：連鎖快餐店大家樂宣佈由10月起向所有員工加薪2元至3.5元不等，但將膳食時間剔出工時的計算，被指變相削減薪酬，工會認為此舉實為即將立法的最低工資條例而鋪路。張建宗表示最低工資條例並無限制膳食時間需要計算人工[20]。
- 2011年5月1日：最低工資在香港正式實施，為時薪28港元。同日，多個組織舉辦5·1大遊行以要求提高最低工資水平，職工盟表示有3,000多人參與大遊行[21]。
- 2013年5月1日：最低工資調整為時薪30港元。
- 2015年5月1日：最低工資調整為時薪32.5港元。同月，最低工資委員會主席翟紹唐表示，除非政府有指示，否則仍維持兩年一檢做法，因需時做調查掌握大趨勢。[22]
- 2017年5月1日：最低工資調整為時薪34.5港元。[23]
- 2019年5月1日：最低工資調整為時薪37.5港元。[24]
- 2021年2月：受疫情持續衝擊經濟影響，最低工資維持時薪37.5港元，是最低工資生效以來首次凍結[25]。
- 2022年10月19日，行政長官李家超於2022年度香港行政長官施政報告中提出由最低工資委員會研究如何優化法定最低工資水平的檢討機制，包括檢討周期、如何提升效率，以及在最低工資水平和維持經濟發展等元素取得平衡。[26]
- 2023年5月1日：最低工資調整為時薪40港元。
- 2024年4月30日，行政長官會同行政會議決定最低工資將改為一年一檢，並改用可加不減方程式釐定最低工資。採用該機制的最低工資將於2026年5月1日生效。[27]
- 2025年5月1日：最低工資調整為時薪42.1港元。[28][1]

## 最低工資委員會
最低工資委員會是香港特首曾蔭權於2008年-2009年度施政報告中成立的一個委員會。委員會負責研究如何釐定最低工資的水平和訂立檢討機制，並向政府提出建議。

## 各方立場

### 支持
鄭耀棠表示，最低工資可以使基層僱員的生活得以改善，且不會再有侮辱性工資的出現，亦表示最低工資時薪32.5元表示勞工的尊嚴。
謝曉陽指，最低工資應不少於「維生工資」，也即工人的勞動力應該換得相當條件的住房、食物、醫療照顧等等最基本生存需要。

### 反對
多位新自由主義經濟學家均對香港實施最低工資表示反對，原因一旦實施，失業率必然上升（假設工人生產力能被準確估算，並公平地反映在市場工資上），而且青少年會因欠缺工作經驗而失去工作。諾貝爾經濟學獎得主佛利民曾說過，最低工資實施後的影響用一幅簡單供需圖便能一清二楚。但一些年青兼職工作者卻說他們會有優勢，因為他們說自己有的是工作經驗，而且實施以後公司多會請兼職，不請全職。部份無良僱主會選擇扣除員工在用膳期間的工資甚至減少員工的工作時數。以求節省公司成本。
另一方面，為求最低工資的實施，部份茶餐廳和快餐店更因而加價。務求使最低工資實行，把成本轉嫁給顧客。有學者預料，本地通脹將於實際後2-3個月後浮現，將來可能28港元也買不起一個漢堡包套餐。

## 殘疾僱員生產能力評估
法定最低工資亦適用於殘疾僱員，殘疾僱員同樣有權收取不低於法定最低工資的薪酬。由於顧及到一些殘疾僱員可能會面對就業困難，《最低工資條例》同時提供了特別安排，讓因殘疾以致生產能力可能受損的殘疾僱員，有權選擇進行生產能力評估，從而訂定他們應獲得不低於法定最低工資的薪酬，抑或收取按生產能力而定出的工資。

### 殘疾僱員生產能力評估流程圖
1. 殘疾僱員啟動評估時必須持有有效的「殘疾人士登記證」。
2. 殘疾僱員入職前可選擇和僱主協議進行不多於4星期的僱傭試工期，先行適應及熟習工作再進行評估。殘疾僱員與僱主就僱傭試工期所協議的工資水平不可少於法定最低工資的50%。
3. 殘疾僱員從勞工處的「認可評估員名冊」中揀選並聯絡認可評估員進行評估。
4. 認可評估員在殘疾僱員的實際工作情況及環境下進行評估，收集殘疾僱員就該份工作的詳細資料，並選取合適的考慮因素及評估方法。
5. 認可評估員向殘疾僱員及僱主講解評估結果，並簽發「生產能力評估證明書」。認可評估員的費用由勞工處支付。

## 檢控情況
根據勞工及福利局在2025年6月提交至立法會人力事務委員會的文件，在2023至2024年間，勞工處分別發現6宗及7宗懷疑違反《最低工資條例》的個案。而僱主因短付法定最低工資而被定罪的傳票數目分別為3張及11張，涉及共4宗個案。

## 爭議

### 兩年一檢
街工、民主黨、公民黨、民協、工黨、社民連及人民力量、新民主同盟、工聯會都支持最低工資應該「一年一檢」，反對現時政府的「兩年一檢」 。
職工盟批評，兩年一檢增加勞資雙方的爭拗。因為一方面，工人會期望工資可以追回兩年的落後，增幅最起碼要達到一成。但是另一方面僱用者又會認為一次過調升太多難以負擔。雙方難以達成共識。假如政府願意實施一年一檢，最低工資的升幅就不會太大，雙方都容易接受 。
樂施會發布的《香港在職貧窮報告(2010至2014)》指，最低工資水平兩年一檢，往往落後於通脹。2014年5月最低工資調整至32.5元，較推出時的28元，累積增加16.1%，但是同期通漲累積的升幅已高達20.5%。
最終於2024年4月30日，行政長官會同行政會議接納最低工資委員會的建議，將最低工資改為一年一檢，並在新機制實施後的五至十年內作出檢討。

## 相關
- 最低工資委員會
- 標準工時
- 香港就業

## 延伸閱讀
- 鄺浩然︰殘疾人士的最低工資安排（页面存档备份，存于），載《【用心聽 聾健共融】通識教材套》，頁15-16，龍耳出版，2013年9月

## 外部連結
- 勞工處 - 法定最低工資（页面存档备份，存于）
- 勞工處 - 法定最低工資制度的殘疾僱員生產能力評估（页面存档备份，存于）